# Ordinary Decent Criminal
Ordinary Decent Criminal (titulada: Tras la pista de un criminal en Argentina y Criminal y decente en España) es una película de comedia y crimen de 2000, dirigida por Thaddeus O'Sullivan, escrita por Gerard Stembridge y los protagonistas son Kevin Spacey, Linda Fiorentino y Peter Mullan, entre otros. El filme fue producido por Miramax, Little Bird y Tatfilm; se estrenó el 7 de enero de 2000.

## Sinopsis
Trata acerca de Michael Lynch, un experto y excéntrico criminal que está más interesado en su imagen y su legado, que en la utilidad de sus ingresos.